# グリーンフィールズ
「グリーンフィールズ」（Greenfields）は、アメリカの楽曲。1956年にイージー・ライダースが発表した作品。

## 概要
イージー・ライダースのメンバー、テリー・ギルキソンが中心になり作られた作品で、メンバーのリチャード・デール、フランク・ミラーも作曲のメンバーに加える資料もある。
ブラザース・フォアはこの曲のヒットでカレッジ・フォークの牽引役となった。

## その他のバージョン
インストゥルメンタルとしてカバーされる場合が多い。
- ビリー・ヴォーン （1960）
- ザ・ベンチャーズ （1960）
- ロジャー・ウィリアムス （1961）
- パーシー・フェイス （1964）
- ボビー・ヴィントン （1972）[2]
- ヴォーグス （1969)全米92位[3]